# Karen Stanton

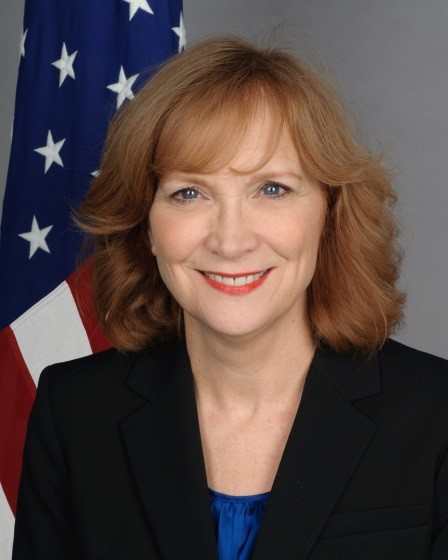
Karen Stanton, 2015

Karen Clark Stanton (* 1955) ist eine US-amerikanische Diplomatin. Sie stammt aus Michigan.

## Werdegang
Stanton erhielt an der University of Michigan einen Bachelor und 2000 einen Master of Social Science am National War College. Hier verfasste sie den Artikel „Controlling Weapons of Mere Destruction“.
Ihre Karriere im Auswärtigen Dienst begann sie von 1987 bis 1990 als Konsularbeamtin an der US-Botschaft in Peking und von 1991 bis 1993 an der Botschaft in Islamabad. Von 1993 bis 1995 war sie im Visabüro des Bureau of Consular Affairs at the State Department in Washington, D.C. 1995 kehrte Stanton nach Peking als Personnel Officer in der Botschaft zurück und blieb bis 1998, als sie für ihren Master eine berufliche Pause einlegte. 2001 wurde sie im Bureau of Human Resources Assignments officer. Noch im selben Jahr wurde Stanton Supervisory Post Management Officer im Bureau of East Asian and Pacific Affairs. Von 2004 bis 2008 war sie dann an der Botschaft in Singapur als Management Counselor tätig. 2008 kehrte Stanton als stellvertretende geschäftsführende Direktorin in das Bureau of East Asian and Pacific Affairs zurück, wo sie 2009 zur geschäftsführende Direktorin befördert wurde.
Stanton wurde am 31. Juli 2013 zur Nachfolgerin von Judith Fergin als neue Botschafterin der Vereinigten Staaten in Osttimor ernannt. Stanton musste aber insgesamt 401 Tage warten, bis 2014 die Bestätigung durch den Senat erfolgte. Zwar bestätigte am 31. Oktober das Senate Foreign Relations Committee die Ernennung, doch die Bestätigung wurde, wie viele andere, im Senat durch Verschleppungstaktiken der Republikaner verzögert. Sie wollten die Befragung weiterer Zeugen des Angriffs auf das Konsulat der USA in Bengasi am 11. September 2012 erzwingen. Die Akkreditierung bei Osttimors Präsident Taur Matan Ruak erfolgte am 16. Januar 2015. Stanton blieb bis zum 22. Dezember 2017 Botschafterin in Dili. Ihre Nachfolgerin wurde Kathleen Fitzpatrick.

## Sonstiges
Stanton ist mit William Stanton, einem Beamten des Auswärtigen Dienstes im Ruhestand verheiratet, der von 2009 bis 2012 Direktor des Büros des American Institute in Taipeh war. Zusammen haben sie zwei Töchter.